# 大山克巳
大山 克巳（おおやま かつみ、1930年9月30日 - 2012年10月9日）は元新国劇の俳優。旧芸名大山 勝巳。東京都出身。

## 人物・来歴
辰巳柳太郎にあこがれて1946年に新国劇に入団。端役からの叩き上げで殺陣師から主役となり、『国定忠治』『月形半平太』『丹下左膳』など多数の映画や舞台に出演する。
大山塾を創設し、後進の育成に力を注ぐかたわら、時代劇から現代劇まで幅広い演技で活躍した。
昭和40年代に鉄道模型メーカー・カツミ社の雑誌広告として、「私もモデルマニア」と明治座楽屋での写真が使用されたことがある。また、チオビタドリンク（大鵬薬品工業）のコマーシャルに長く出演していたことでも知られていた。
2012年10月9日、再生不良性貧血のため東京都新宿区の病院で死去。82歳没。

## 出演作品

### テレビドラマ
- 大河ドラマ（NHK）
  - 赤穂浪士（1964年）- 横川勘平 役
  - 太閤記（1965年）- 浅井長政 役
  - 天と地と（1969年） - 上杉憲政 役
  - 徳川家康（1983年） - 柴田勝家 役
  - 春の波涛（1985年） - 市川團十郎 (9代目) 役
  - 翔ぶが如く（1990年） - 藤田東湖 役
  - 武蔵 MUSASHI（2003年） - 大山勘兵衛 役
- 素浪人 花山大吉 第22話「胴より首が長かった」（1969年、NET）
- 銭形平次（フジテレビ）
  - 第159話「あらくれ馬子唄」（1969年） - 岩吉 役
  - 第373話「昨日の風が後を追う」（1973年） - 五十海新八 役
  - 第403話「八五郎病中記」（1974年） - 壬生慶斉 役
- 日本怪談劇場 第5話「怪談 皿屋敷」（1970年、12ch） - 青山主膳 役
- 荒野の素浪人 第11話「決闘 傷だらけの必殺剣」（1972年、NET） - 坂下竜之介 役
- 江戸を斬る 梓右近隠密帳 第12話「浪人非情」（1973年、TBS） - 木塚弥九郎 役
- 日本名作怪談劇場 第2話「怪談 大奥(秘)不開の間」（1979年、東京12チャンネル） - 将軍綱吉 役
- 桃太郎侍 第215話「生みの親より育ての親か」（1980年、日本テレビ）源助親分 役
- 水戸黄門（TBS）
  - 第11部 第18話「天晴れ早駈け勝ち名乗り -与板-」（1980年12月15日）- 浅井喜兵衛 役
  - 第13部 第25話「消えた黄門様 -延岡-」（1983年4月4日） - 島本蘭山 役
  - 第14部 第22話「主人を救った献上銘菓 -長岡-」（1984年3月26日） - 岸庄左衛門役
  - 第17部 第2話「血染めの直訴状 -八王子-」（1987年8月31日） - 吾兵衛 役
  - 第18部 第5話「恐怖の釣り天井 -宇都宮-」（1988年10月10日） - 清五郎 役
  - 第19部 第9話「野望を砕く薪能 -鶴岡-」（1989年11月20日） - 笹谷孫右衛門 役
  - 第20部 第36話「因果が巡る銘刀宗近 -高田-」（1991年7月15日） - 潮田多聞 役
- 江戸を斬るVI 第23話「酒に溺れた居合い抜き」（1981年、TBS・C.A.L） - 相良一郎太 役
- 大江戸捜査網（テレビ東京） 第3シリーズ
  - 第70話「女隠密故郷に帰る」（1972年） - 佐吉 役
  - 第146話「渡る世間に鬼がいた」（1974年）- 秋月正之進 役
  - 第409話「新隠密登場 謎の慶長大判」〜第477話「処刑直前！獄中の隠密同心」（1981年 - 1983年） - 大番頭・藤堂対馬 役（レギュラー）
- 暴れん坊将軍シリーズ（ANB/東映）
  - 吉宗評判記 暴れん坊将軍
  - 第129話「父よあなたは偉かった」（1980年） - 浜村典膳 役（大山勝巳名義）
  - 第169話「天晴れ! 腹ぺこ一番槍」（1981年） - 神埼平九郎 役
  - 暴れん坊将軍II
  - 第46話「金襴緞子の罠を撃て!」（1984年） - 中尾平左衛門 役
  - 第94話「男一匹! 喧嘩富士」（1985年） - 武田の権八 役
  - 第159話「天晴れ! 赤穂の竹光夫婦」（1986年） - 小堀半左衛門 役
- 新吾十番勝負シリーズ（フジテレビ）- 柳生一之真 役
  - 新吾十番勝負 第一話「〜愛に生き剣に生きる青春」（1981年）
  - 新吾十番勝負 第二話「〜抹殺密命過巻く悪の内懐にくの一暗躍」（1982年）
  - 新吾十番勝負 第三話「〜尾張六十一万石将軍吉宗への謀叛」（1982年）
- 大岡越前（TBS / C.A.L）
  - 第7部 第9話「天下一品意地くらべ」（1983年6月20日） - 筧卜斉 役
  - 第13部 第8話「抜荷の鍵は仏様」（1993年1月4日） - 味岡源十郎 役
- 風の墓標（1984年2月4日、NHK） - 茶屋新四郎 役
- 流れ星佐吉 第13話「千之助、幸わせ大芝居」（1984年6月26日、関西テレビ・松竹）
- 江戸を斬る(第8部) 第26話「将軍暗殺の陰謀」（1994年7月25日 TBS・C.A.L） - 小津庄兵衛 役
- 巌流島 小次郎と武蔵（1992年  NHK）- 三淵好重 役
- 憲法はまだか（1996年 NHK） - 北聆吉 役
- はぐれ刑事純情派 （テレビ朝日・東映）
  - 第11シリーズ 第14話「代理殺人!?結婚サギ謎の女」（1998年）
  - 第17シリーズ 第9話「安浦刑事が花嫁の父!?嫁姑、涙の手料理」（2004年）

### 映画
- 国定忠治（1954年）- 武井の浅二 役
- 地獄の剣豪 平手造酒（1954年）- 坊やの仙太郎 役
- ソ満国境2号作戦 消えた中隊（1955年）- 田端上等兵 役
- 六人の暗殺者（1955年）- 弟多吉 役
- 王将一代（1955年）- 君子の婚約者天野 役
- 修羅がゆく3 九州やくざ戦争 （1996年）- 久須本組組長 久須本幸造 役
- 逆鱗組七人衆（2005年）- 血風会会長 柳沢三造 役

### 舞台
- 新国劇時代
  - 国定忠治
  - 関の弥太ッぺ
  - 月形半平太
  - 大菩薩峠
  - 丹下左膳
  - 殺陣田村
  - 野盗伝奇
- 里見浩太朗公演
  - 初姿次朗長富士
  - 松竹梅夢舞扇
- 舟木一夫公演
  - おやじの背中
  - 眠狂四朗
  - 新吾十番勝負
- 高橋英樹公演
  - 風流夢大名
  - 天翔ける虹
- 松平健公演
  - 暴れん坊将軍
  - 木曽義仲の女三人
- 山本富士子公演
  - 明治おんな橋
- 小桜京子公演
  - かあさんは迷探偵
- 西郷輝彦公演
  - 江戸を斬る
- 藤田まこと公演
  - 剣客商売

### CM
- チオビタドリンク(1977年)